# 成都市财政贸易学校
成都市财政贸易学校，建于1956年，位于成都市高新区府城大道西段769号。校训为诚信、严谨、博学、创新。现任校长是李隆纲。

## 沿革
成都市财政贸易学校始建于1956年，原名成都市商业职工学校，旨在短期培训国营商业、公私合营和合作商业的门市部主任、业务骨干和拟提干部对象，进行三个月的脱产学习后仍回原单位工作。1958年底，学校更名为财贸干部学校。1969年1月，受文化大革命影响，学校停办。1973年恢复，更名为成都市财政贸易学校。1987年，交于四川省税务局管理，更名为四川省财务学校。